# Libellago stictica
Libellago stictica – gatunek ważki z rodziny Chlorocyphidae.